# پوجا ساوانات
پوجا ساوانات (به انگلیسی: Pooja Sawant) (زاده ۲۵ ژانویه ۱۹۹۰) بازیگر هندی است.
از کارهای معروف او می‌توان به بازی در فیلم جنگلی اشاره کرد.